# 1911年4月28日日食
1911年4月28日日食是一次日全食，發生於1911年4月28日（東半球為4月29日）。新月當天（即朔日），地球上觀測到月球和太阳的角距離極小，此時月球如果恰好在月球交點附近，穿過太阳和地球之間，與地球、太阳接近一直線，則會出現日食。月球本影接觸地表而使該區域完全得不到陽光，就會形成日全食，同時在本影兩側數千公里的半影範圍內遮擋部分陽光，形成日偏食。此次日全食經過了澳大利亚、東加、美屬薩摩亞、库克群岛，日偏食則覆蓋了大洋洲大部分、北美洲南部及周邊部分地區。

## 日食概況

### 出現區域
澳大利亚東南部在4月29日日出時最先看到日全食，月球本影旋即向東北進入塔斯曼海和太平洋，覆蓋了英国的保護國東加、美国殖民地美屬薩摩亞、新西兰領地库克群岛（今已成為新西兰聯繫邦）的部分島嶼並在途中跨過國際日期變更線。在莱恩群岛圣诞岛以東約580公里的洋面達到最大食分後，本影繼續向東北，又逐漸轉向東偏南移動，再也未經過任何陸地，最終在4月28日日落時分結束於萨尔瓦多西南約260公里的太平洋東部洋面。
此次全食帶覆蓋範圍內絕大部分都是海洋。除部分島嶼外，本次全食帶內的陸地僅有本影最初接觸地表時在澳大利亚東南部劃過的約160公里。本影經過的陸地依次包括：
- ：新南威爾斯州東南角、維多利亞州極東北角；
- ：哈派群島西北半部、瓦瓦烏群島除佛努阿雷島（英语：Fonualei）外的絕大部分；
- 美属萨摩亚：馬努阿群島的奧洛塞加島南半部和塔烏島；
- 庫克群島：普卡普卡島和拿騷島（英语：Nassau (Cook Islands)）。[3][4]

除了狹窄的全食帶內能看見日全食之外，月球半影覆蓋範圍內都能看到日偏食，包括澳大利亚東半部、美拉尼西亚島群中東部、密克羅尼西亞島群東部、玻里尼西亞島群除西北夏威夷群島西北部外的大部分、美国中南部、中美洲大陸部分及大安的列斯群岛西部、南美洲西北海岸的小片地區。其中國際日期變更線以東的部分在4月28日看到日食，以西的部分在4月29日看到日食。

### 基本參數
- 類型：日全食
- 食甚中心處（位於莱恩群岛圣诞岛以東約580公里的太平洋）資料：
  - 時間：1911年4月28日22:27:09.6
  - 地點：1°55.8′N 151°55.4′W / 1.9300°N 151.9233°W
  - 食分：1.0562（全食帶內最大）
  - 日全食持續時間：4分57.4秒

## 觀測
英国斯托尼赫斯特學院和澳大利亚悉尼北郊江景的聖依納爵學院組成的觀測隊前往東加瓦瓦烏群島觀測了日全食。斯托尼赫斯特學院的成員在2月3日從英国提伯利乘船出發，3月16日抵達悉尼。此後觀測隊於3月25日從悉尼乘船，4月2日抵達瓦瓦烏群島。4月5日，所有儀器運上了岸。此後幾天當地天氣晴好，直到4月10日開始，幾乎每天都降下雨量很大的陣雨，4月26日開始的東南風又帶來了厚而大的捲雲。4月28日，即日全食前一天，天空中雲很多，持續到了4月29日早晨。29日日全食當天，天空在初虧（偏食階段開始）前放晴，此後最初有一些积云飄過，天氣一直比較好。在全食階段，內亞富觀測條件很好，但約2英里（3.2）外的部分地區受到了捲層雲影響，直到生光（全食階段結束）前90秒才能看到太阳。日全食期間，島上除了蟋蟀叫聲之外幾乎沒有其他聲音，因為政府告知當地民衆在日全食期間保持安靜，不要生火，以免產生煙霧，干擾到觀測。觀測隊在5月2日將儀器裝船運回，而隊員則在5月4日出發，先在5月6日抵達斐濟殖民地首府蘇瓦（今斐濟首都），停留數日後與5月11日再次啓程，5月17日返回悉尼。英国的負責人則攜帶儀器在6月10日登船離開悉尼，7月23日抵達提伯利。

## 相關的日食

### 1910-1913年的日食
月球交替位於相對的月球交點時，以半個交點年（食年），即約177天又4小時間隔出現下列日食。
| 升交點                                          | 升交點                  |          | 降交點                   | 降交點 |
| 沙羅周期                                        | 地圖                    | 沙羅周期 | 地圖                     |        |
| 117                                             | 1910年5月9日 全食       | 122      | 1910年11月2日 偏食（北） |        |
| 127                                             | 1911年4月28日 全食      | 132      | 1911年10月22日 環食      |        |
| 137                                             | 1912年4月17日 全環食    | 142      | 1912年10月10日 全食      |        |
| 147                                             | 1913年4月6日 偏食（北） | 152      | 1913年9月30日 偏食（南） |        |
| 註：1913年8月31日的日偏食屬於下一組交點年系列。 |                         |          |                          |        |

### 沙羅周期
沙羅週期長度為18年11天。本次日食屬於沙羅週期127，共包含82次日食，依次為991年10月10日至1334年5月4日的20次日偏食、1352年5月14日至2091年8月15日的42次日全食、2109年8月26日至2416年2月29日的20次日偏食，總共歷時1460.44年。其中最長的全食發生於1532年8月30日，共持續了5分40秒。
下表列舉了1901年至2100年間發生的屬於該周期的日食，是第52至62次：
| 52            | 53            | 54            |
| ------------- | ------------- | ------------- |
| 1911年4月28日 | 1929年5月9日  | 1947年5月20日 |
| 55            | 56            | 57            |
| 1965年5月30日 | 1983年6月11日 | 2001年6月21日 |
| 58            | 59            | 60            |
| 2019年7月2日  | 2037年7月13日 | 2055年7月24日 |
| 61            | 62            |               |
| 2073年8月3日  | 2091年8月15日 |               |

## 資料來源
1. ↑  樊忠玉. . 中国天文科普网.   [2016-04-02]. （原始内容存档于2014-09-17）.
2. 1 2  Fred Espenak. . NASA Eclipse Web Site.   [2016-04-02]. （原始内容存档于2016-03-03）.（英文）
3. ↑  Fred Espenak. . NASA Eclipse Web Site.   [2016-04-02]. （原始内容存档于2016-03-09）.（英文）
4. ↑  Xavier M. Jubier. .   [2016-04-02]. （原始内容存档于2019-11-23）.（法文）（英文）
5. ↑  Fred Espenak. . NASA Eclipse Web Site.   [2016-04-02]. （原始内容存档于2017-12-28）.（英文）
6. ↑  A. L. Cortie.  87 (595). 皇家学会: 293–301. 1912-09-19  [2016-04-02]. （原始内容存档于2019-12-10）.（英文）
7. ↑  Fred Espenak. . NASA Eclipse Web Site.（英文）

## 外部連結
- NASA日食專頁（页面存档备份，存于）（英文）
- 可見區域圖和時間統計：由弗雷德·埃斯佩纳克做出的日食預報，NASA/GSFC
  - Google互動地圖呈現的日食範圍
  - 貝塞爾元素
- Google地圖顯示的日全食和日偏食範圍（页面存档备份，存于）（法文）（英文）

| \| \| 日食 \|                             |                              |                                            |
| 上一次日食： 1910年11月2日日食 （日偏食） | 1911年4月28日日食 （日全食） | 下一次日食： 1911年10月22日日食 （日環食） |
| 上一次日全食： 1910年5月9日日食           | 1911年4月28日日食 （日全食） | 下一次日全食： 1912年10月10日日食          |
|                                           | 日食                         |                                            |